# Джхенайгати (подокруг)
Джхенайгати (бенг. ঝিনাইগতি, англ. Jhenaigati) — подокруг на севере Бангладеш. Входит в состав округа Шерпур. Образован в 1975 году. Административный центр — город Джхенайгати. Площадь подокруга — 231 км². По данным переписи 1991 года численность населения подокруга составляла 139 732 человека. Плотность населения равнялась 605 чел. на 1 км². Уровень грамотности населения составлял 17,8 %. Религиозный состав: мусульмане — 82 %, индуисты — 8 %, христиане — 10 %.